# Javerlhac-et-la-Chapelle-Saint-Robert
Javerlhac-et-la-Chapelle-Saint-Robert è un comune francese di 921 abitanti situato nel dipartimento della Dordogna nella regione della Nuova Aquitania.

## Società

### Evoluzione demografica
Abitanti censiti